# Andreas Brändström
Andreas Bo Erik Brändström, född 25 oktober 1961 i Stockholm, är en svensk gallerist och kurator. 
Andreas Brändström studerade konstvetenskap och filosofi vid Stockholms universitet. Han anställdes på Bukowskis auktioner 1981 och blev vice verkställande direktör 1988. År 1993 grundade han galleri Brandstrom Stockholm.
Han har varit vice ordförande i styrelsen för Thielska galleriet och var mellan augusti 2012 och juni 2013 tillförordnad intendent för detta. År 2016 blev han chef för Kristinehamns konstmuseum.